# Град Нови пазар
 Тази статия е за общината в Сърбия.  За други значения вижте Нови пазар (пояснение).  
Град Нови пазар (на сръбски: Град Нови Пазар) е административна единица, по статут приравнена на община, част от Рашки окръг, Сърбия.
Намира се в областта Санджак, в Югозападна Сърбия. Има население 85 996 души (2002). Административен център на общината е град Нови пазар.

## Население
| Населението в общината през 2002 година е 85 996 души. \| Етнически групи \| Население \| Процент \| \| --------------- \| --------- \| ------- \| \| бошняци \| 65 593 \| 76,27% \| \| сърби \| 17 559 \| 20,41% \| \| Общо \| 85 996 \| 100% \| |           |         |
| Етнически групи | Население | Процент |
| бошняци | 65 593    | 76,27%  |
| сърби | 17 559    | 20,41%  |
| Общо | 85 996    | 100%    |

## Политика
Общинският съвет в община Нови Пазар се състои от 47 души.
| Партия       | Партия                         | Брой съветници (от 47) |
| ------------ | ------------------------------ | ---------------------- |
| bgcolor=     | Листа за Санджак               | 22                     |
| bgcolor=     | Санджакска демократична партия | 17                     |
| bgcolor=blue | Сръбска радикална партия       | 3                      |
| bgcolor=     | Партия за Санджак              | 3                      |
| bgcolor=     | Сръбски демократичен алианс    | 2                      |